# Pregonero
Pregonero é uma cidade venezuelana, capital do município de Uribante.